# HD 172741
HD 172741，又名BD+38 3254，SAO 67233、HR 7019，是一颗恒星，视星等为6.45，位于銀經67.27，銀緯18.5，其B1900.0坐标为赤經18h 36m 48.7s，赤緯+38° 18.5′ 26″。